# 诺安河畔圣康坦
诺安河畔圣康坦（法語：Saint-Quentin-sur-Nohain，法語發音：[sɛ̃ kɑ̃tɛ̃ syʁ nɔ.ɛ̃]）是法国涅夫勒省的一个市镇，位于该省西北部，属于卢瓦尔河畔科讷库尔区。

## 地理
诺安河畔圣康坦（47°20'51"N, 3°1'23"E）面积15.98 平方千米，位于法国勃艮第-弗朗什-孔泰大區涅夫勒省，该省份为法国中部省份，北至约讷省，西北接卢瓦雷省，西接谢尔省，南至阿列省，东南接索恩-卢瓦尔省，东临科多尔省。
与诺安河畔圣康坦接壤的市镇（或旧市镇、城区）包括：诺安河畔圣马丹、加尔希、圣昂德兰、圣洛朗拉拜、叙伊拉图尔。

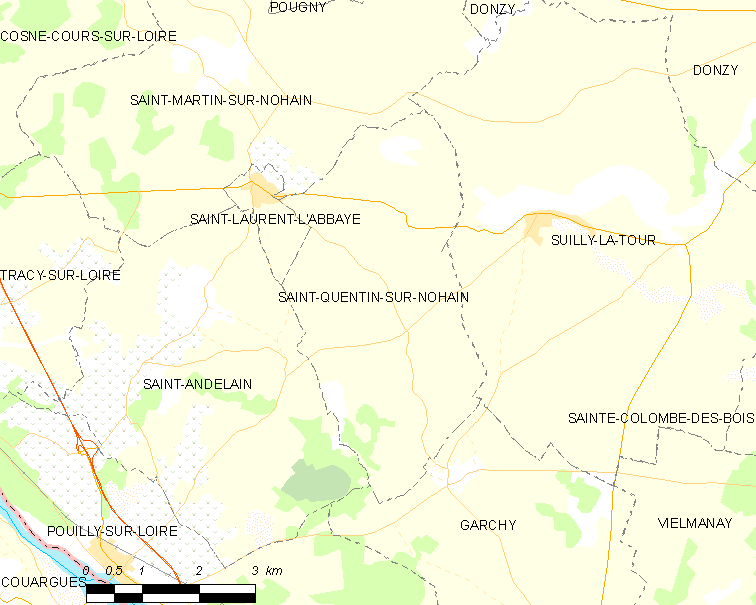
诺安河畔圣康坦的OSM定位图

诺安河畔圣康坦的时区为UTC+01:00、UTC+02:00（夏令时）。

## 行政
诺安河畔圣康坦的邮政编码为58150，INSEE市镇编码为58265。

## 政治
诺安河畔圣康坦所属的省级选区为卢瓦尔河畔普伊县。

## 人口

1962-2008年间诺安河畔圣康坦人口变化图示

诺安河畔圣康坦于2022年1月1日时的人口数量为98人。